# 스페이스 바

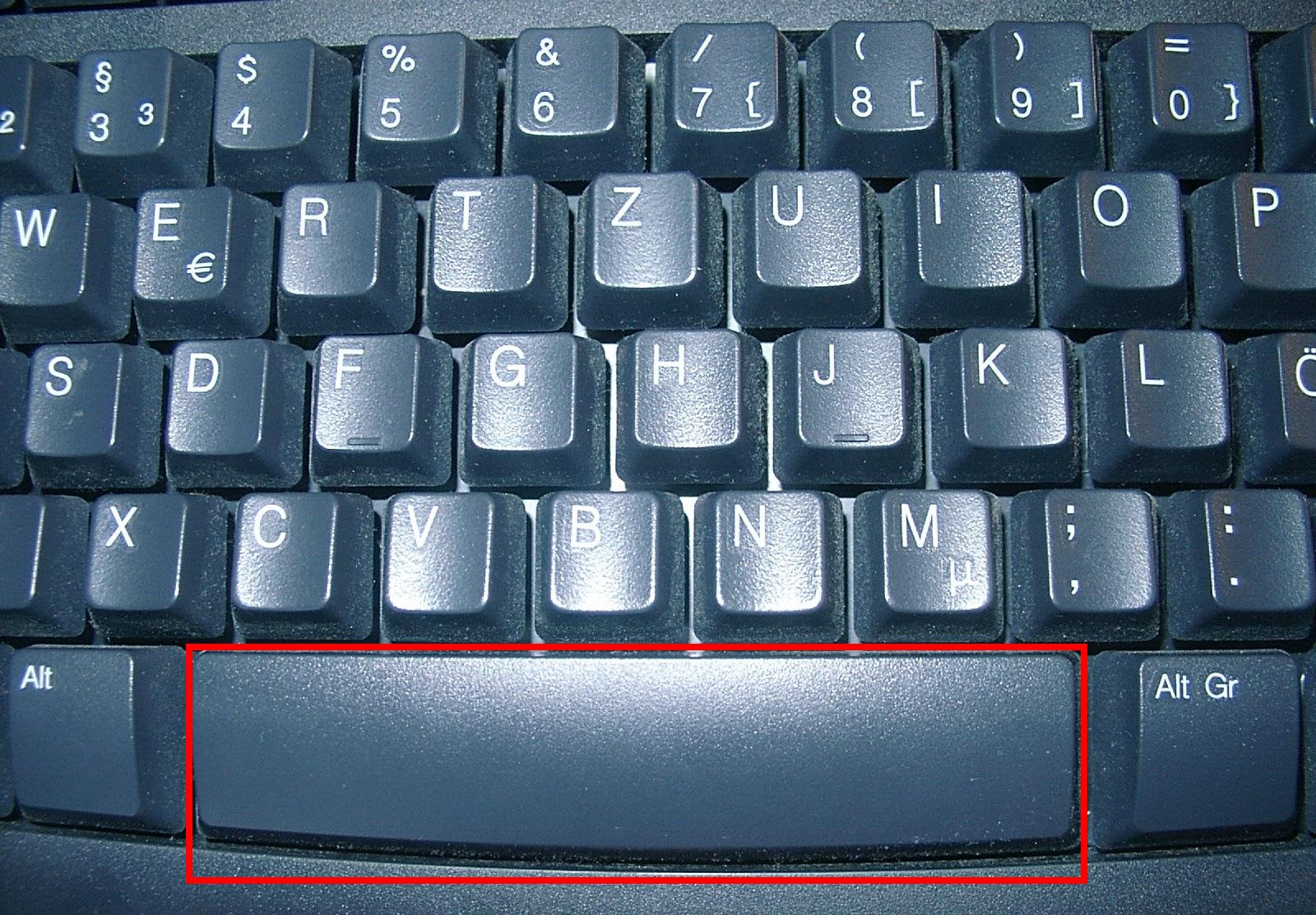
스페이스 바는 키보드의 아래쪽 중앙에 있다.

스페이스 바(space bar), 스페이스바(spacebar), 블랭크(blank) 또는 스페이스 키(space key), 사이띄개는 타자기 또는 영숫자 키보드에서 가장 아래쪽 줄에 있는 가로 막대 형태의 키로, 다른 모든 키보다 훨씬 넓다. 주된 목적은 타자 중 단어 사이에 공백을 편리하게 입력하는 것이다.

## 역사
원래 (19세기 후반까지 거슬러 올라가는 초기 타자기에서는) "바"는 키보드 전체 너비(또는 그보다 넓거나 심지어 그것을 둘러싸는)에 걸쳐 있는 금속 막대였으며, 타자바가 플래튼을 향해 작동하지 않고도 캐리지 전진을 유발했다. 이후의 예시들은 점차 축소되어 현재의 더 인체공학적인 형태로 발전했는데, 이는 넓고 중앙에 위치하지만 겉보기에는 평범한 "키" 형태를 띠게 되었다. 이는 타자기(및 컴퓨터) 키보드가 추가적인 기능 키를 통합하고 더 의도적으로 "스타일링"되기 시작하면서 나타났다. 키보드 유형에 따라 다르지만, 스페이스 바는 일반적으로 Alt 키 (또는 매킨토시 키보드의 커맨드 키)와 표준 QWERTY 키보드의 C, V, B, N, M 글자 키 아래에 위치한다. 일부 물리적 및 특히 가상 키보드에서는 U+2423 ␣ open box 기호가 스페이스 바를 나타내는 데 사용된다.
일부 초기 타자기와 특히 컴퓨터 키보드는 공백을 삽입하는 다른 방법을 사용했는데, 일반적으로 더 작고 덜 뚜렷한 "스페이스" 키가 덜 중앙에 위치하는 경우가 많았다. 예를 들어 한센 필기구, 해먼드 타자기 또는 ZX 스펙트럼 및 주피터 에이스 시리즈가 있다. 가장 초기에 알려진 예시인 숄스와 글리든 타자기는 레버를 사용하여 단어 사이에 공백을 제공했는데, 이는 내장 스페이스 바의 발명이 1843년 이후에 이루어졌음을 시사한다. 그러나 이러한 방식은 일반적으로 사용자 친화성보다는 특정 기술적 요구 사항이나 한계를 다루기 위해 설계된 독특한 전체 키보드 레이아웃의 일부에 불과했으며, 따라서 제한적인 성공을 거두었고, 때로는 같은 라인의 후기 모델에서도 (예: 싱클레어 스펙트럼 128k 및 "플러스" 라인에서는 이전의 고무 "칙릿" 키와 작고 비대칭적인 스페이스 키 대신 플라스틱 키탑과 넓고 중앙에 위치한 스페이스 바를 갖춘 더 "정상적인 스타일"의 키보드를 채택했다) 폐기되기도 했다.

## 다른 용도
운영체제에 따라 스페이스 바는 Control 키와 같은 수식키와 함께 사용될 때 현재 창의 크기 조정 또는 닫기, 반 간격, 또는 심지어 백스페이스와 같은 기능을 가질 수 있다. 웹 브라우저에서 스페이스 바는 일반적으로 사용자가 페이지를 아래로 내리거나 Shift 키와 함께 사용될 때 위로 올릴 수 있도록 한다.
선형 미디어(예: 비디오 또는 음악) 재생을 위한 많은 프로그램에서 스페이스 바는 재생을 일시 중지하고 다시 시작하거나 텍스트를 수동으로 진행하는 데 사용된다.
비디오 게임에서 플레이어 캐릭터가 움직이고 점프할 수 있는 경우, 점프의 기본 키는 일반적으로 스페이스 바이다. 이것은 일반적으로 상, 하, 좌, 우 이동을 위한 WASD 키와 함께 사용된다.
에뮬레이터에서는 스페이스 바가 일반적으로 아타리 2600과 같은 고전 시스템의 액션 버튼을 모방하는 데 사용된다.
일본어에서는 스페이스 바가 입력된 내용의 다른 실현을 순환하는 데 사용된다. 이는 일본어가 일반적으로 공백을 사용하지 않고 여러 문자 체계를 사용하기 때문이다.